# Parafia Matki Bożej Królowej Rodzin w Białce
Parafia Matki Bożej Królowej Rodzin w Białce – parafia rzymskokatolicka w Białce należąca do dekanatu Maków Podhalański archidiecezji Krakowskiej. Erygowana w 1984.